# Исатбек кызы, Аида
Исатбек кызы Аида (род. 16 марта 1991, село Казарман, Джалал-Абадская область) — депутат Жогорку Кенеша Кыргызской Республики VII созыва от политической партии «Ынтымак» (с 2021 года). Заместитель председателя Комитета по социальной политике (с января 2022 года).

## Биография

### Детство
Родилась 16 марта 1991 года в селе Казарман Джалал-Абадской области Киргизской ССР. По национальности кыргызка.

### Образование
С 2022-2024 гг. Дипломатическая академия им. К. Дикамбаева
по направлению «Международное отношение»
2010-2013 гг. Чуйский университет Кыргызской Республики по направлению «Юриспруденция»
Владеет кыргызским, русским, английским и китайским языками.

### Трудовая деятельность
В 2014 начала свою трудовую деятельность на должности генерального директора ОсОО «Нурс Мебель».
С 2020 по 2021 годы работала руководителем секретариата Совета по развитию бизнеса и предпринимательства при торага Жогорку Кенеша. Член Коллегии адвокатов Кыргызской Республики.
В ноябре 2021 года избрана депутатом VII созыва Жогорку Кенеша Кыргызской Республики от политической партии «Ынтымак». С января 2022 года является заместителем председателя Комитета по социальной политике.

### Семья
Замужем. Мать троих детей.